# Eudonia scoriella
Eudonia scoriella is een vlinder uit de familie grasmotten (Crambidae). De wetenschappelijke naam is voor het eerst geldig gepubliceerd in 1858 door Wollaston.
De soort komt voor in Europa.